# Гай Лутаций Катул (консул 220 года до н. э.)
Гай Лута́ций Ка́тул (лат. Gaius Lutatius Catulus; умер после 203 года до н. э.) — римский политический деятель из плебейского рода Лутациев, консул 220 года до н. э. Сын консула 242 года до н. э. того же имени.
По данным Зонары, Катул был консулом совместно с Луцием Ветурием Филоном и совершил поход против галльского племени таврисков. При этом Хронограф 354 года называет консулами 220 года до н. э. Квинта Муция Сцеволу и Марка Валерия Левина. Некоторые исследователи допускают, что изначально должность получили Сцевола и Левин, но их избрание было признано некорректным, после чего прошло новое голосование.
В 218 году до н. э. Катул был одним из триумвиров, назначенных для выведения колоний в Кремону и Плаценцию (наряду с Гаем Сервилием Гемином и Марком Аннием). Полибий сообщает, что восставшие бойи осадили колонии и захватили триумвиров, начавших с ними переговоры, в плен, так как хотели обменять их на своих заложников. В плену Катул пробыл 16 лет. Только в 203 году до н. э. его освободил консул Гай Сервилий Гемин.